# Carlo Baragiola
Carlo Baragiola (Como, 28 febbraio 1890 – Como, 1959) è stato un politico e imprenditore italiano.

## Biografia
Figlio dell'imprenditore e deputato Pietro Baragiola e di Giulia Pizzala, Carlo Baragiola nacque in una abbiente famiglia di industriali serici che negli anni aveva esteso i propri interessi in diversi settori economici e imprenditoriali.
Partecipò alla prima guerra mondiale come tenente di complemento nel Reggimento "Savoia Cavalleria". Il 3 novembre 1918, a seguito della ritirata austriaca, fu alla testa della prima pattuglia italiana ad entrare in Udine.
Nel primo dopoguerra, fu deputato al Parlamento del Regno d'Italia per tre legislature, dal 1924 al 1939, e podestà di Como dal 1926 al 1928. Durante l'amministrazione Baragiola, si svolsero a Como le celebrazioni del primo centenario della morte di Alessandro Volta (1927).
Trascorse diversi anni nelle colonie italiane in Africa, svolgendo attività imprenditoriali e commerciali. Nel 1929, organizzò insieme al conte Gian Giuseppe Durini una spedizione commerciale transafricana. Partendo nel dicembre 1929 da Lobito (Angola), la spedizione Baragiola-Durini giunse nel settembre 1930 a Mogadiscio (Somalia italiana) attraverso il Congo belga, la Rhodesia Settentrionale, il Territorio del Tanganica e il Kenya.

## Opere
- 1931, Aspetti attuali del problema africano: Discorso pronunciato alla Camera dei deputati nella tornata del 13 marzo 1931, tip. della Camera dei Deputati.
- 1932, Tra i confini delle nostre colonie ed oltre: Discorso pronunciato alla Camera dei deputati nella tornata del 7 aprile 1932, tip. della Camera dei Deputati.
- 1932, Italia e civiltà in Africa: Discorso pronunciato alla Camera dei Deputati nella tornata del 3 Maggio 1932, tip. della Camera dei Deputati.
- 1933, Il segreto dell'Africa Equatoriale, Editoriale arte e storia.
- 1934,  Sulle orme di Roma: Studio sull'Africa centrale, Editoriale arte e storia.